# Chaetophiloscia cellaria
Chaetophiloscia cellaria is een pissebed uit de familie Philosciidae. De wetenschappelijke naam van de soort is voor het eerst geldig gepubliceerd in 1884 door Adrien Dollfus.